# Lista das maiores empresas da Índia
Este artigo lista as maiores empresas da Índia em termos de receita, lucro líquido e ativos totais, de acordo com as revistas americanas de negócios Fortune e Forbes.

## ListaForbesde 2019
Esta lista é baseada na Forbes Global 2000, que classifica as 2.000 maiores empresas de capital aberto do mundo. A lista da Forbes leva em consideração uma grande quantidade de fatores, incluindo receita, lucro líquido, ativos totais e valor de mercado de cada empresa; cada fator recebe uma classificação ponderada em termos de importância ao considerar a classificação geral. A tabela a seguir também relaciona a localização da sede e o setor de atividade de cada empresa. Os números estão em bilhões de dólares americanos e referem-se ao ano de 2018. Todas as 57 empresas da Índia na Forbes 2000 estão listadas.
| Classificação | Classificação na Forbes 2000 | Nome                                   | Sede      | Receita (bilhões de dólares) | Lucro (bilhões de dólares) | Ativos (bilhões de dólares) | Valor de mercado (bilhões de dólare) | Setor              |
| ------------- | ---------------------------- | -------------------------------------- | --------- | ---------------------------- | -------------------------- | --------------------------- | ------------------------------------ | ------------------ |
| 1             | 58                           | Reliance Industries Limited            | Mumbai    | 79.7                         | 5.6                        | 124.6                       | 126.4                                | Conglomerate       |
| 2             | 146                          | HDFC                                   | Mumbai    | 10.7                         | 2.5                        | 86.3                        | 49.7                                 | Financials         |
| 3             | 220                          | Oil and Natural Gas Corporation        | New Delhi | 49.9                         | 3.4                        | 70.6                        | 29.6                                 | Oil and gas        |
| 4             | 288                          | Indian Oil Corporation                 | New Delhi | 64.3                         | 3.4                        | 45.4                        | 21.9                                 | Oil and gas        |
| 6             | 374                          | Tata Consultancy Services              | Mumbai    | 20.9                         | 4.5                        | 16.6                        | 116.1                                | Infotech           |
| 7             | 400                          | ICICI Bank                             | Mumbai    | 18.7                         | 0.6                        | 168.7                       | 37.6                                 | Banking            |
| 8             | 438                          | Larsen & Toubro                        | Mumbai    | 20.0                         | 1.3                        | 36.1                        | 27.5                                 | Capital goods      |
| 9             | 460                          | State Bank of India                    | Mumbai    | 47.5                         | −0.9                       | 536.7                       | 40.0                                 | Banking            |
| 10            | 492                          | NTPC Limited                           | New Delhi | 13.2                         | 1.6                        | 44.6                        | 19.3                                 | Utilities          |
| 11            | 552                          | Tata Steel                             | Kolkata   | 23.2                         | 2.6                        | 34.3                        | 9.0                                  | Iron and steel     |
| 12            | 583                          | Coal India                             | Kolkata   | 14.4                         | 1.9                        | 18.3                        | 22.5                                 | Metals and mining  |
| 13            | 611                          | Kotak Mahindra Bank                    | Mumbai    | 6.3                          | 1.0                        | 50.1                        | 37.9                                 | Banking            |
| 14            | 628                          | Bharat Petroleum                       | Mumbai    | 36.5                         | 1.4                        | 18.8                        | 11.3                                 | Oil and gas        |
| 15            | 643                          | Infosys                                | Bangalore | 11.6                         | 2.2                        | 11.9                        | 45.1                                 | Infotech           |
| 16            | 741                          | Axis Bank                              | Mumbai    | 9.1                          | 0.1                        | 107.9                       | 28.6                                 | Banking            |
| 17            | 769                          | Tata Motors                            | Mumbai    | 44.9                         | −4.1                       | 46.4                        | 11.6                                 | Automotive         |
| 18            | 806                          | ITC Limited                            | Kolkata   | 6.7                          | 1.7                        | 9.9                         | 53.8                                 | Consumer Goods     |
| 19            | 852                          | Bharti Airtel                          | New Delhi | 11.8                         | 0.1                        | 38.6                        | 20.0                                 | Telecommunication  |
| 20            | 857                          | Wipro                                  | Bangalore | 8.4                          | 1.2                        | 11.6                        | 24.8                                 | Infotech           |
| 21            | 863                          | JSW Steel Ltd                          | Mumbai    | 12.2                         | 1.3                        | 14.3                        | 10.4                                 | Iron and steel     |
| 22            | 865                          | Power Grid Corporation of India        | Gurgaon   | 4.6                          | 1.3                        | 36.0                        | 14.7                                 | Utilities          |
| 23            | 875                          | Hindalco Industries                    | Mumbai    | 17.8                         | 0.9                        | 23.7                        | 6.7                                  | Metals and mining  |
| 24            | 879                          | HCL Technologies                       | Noida     | 8.4                          | 1.4                        | 8.0                         | 21.5                                 | Infotech           |
| 25            | 973                          | Mahindra & Mahindra                    | Mumbai    | 15.2                         | 0.8                        | −                           | 12.3                                 | Automotive         |
| 26            | 1042                         | IndusInd Bank                          | Mumbai    | 3.4                          | 0.6                        | 34.0                        | 15.3                                 | Banking            |
| 27            | 1107                         | Bajaj Finserv                          | Pune      | 5.5                          | 0.4                        | 24.9                        | 17.4                                 | Financials         |
| 28            | 1186                         | GAIL                                   | New Delhi | 8.5                          | 0.7                        | 9.6                         | 11.4                                 | Oil and gas        |
| 29            | 1199                         | Punjab National Bank                   | New Delhi | 8.9                          | −1.9                       | 119.4                       | 4.9                                  | Banking            |
| 30            | 1217                         | Grasim Industries                      | Mumbai    | 10.2                         | 0.2                        | 32.4                        | 8.2                                  | Diversified        |
| 31            | 1226                         | Bank of Baroda                         | Vadodara  | 8.4                          | −0.3                       | 112.8                       | 6.2                                  | Banking            |
| 32            | 1247                         | Power Finance Corporation              | New Delhi | 4.2                          | 0.9                        | 44.2                        | 4.5                                  | Financials         |
| 33            | 1289                         | Canara Bank                            | Bangalore | 7.6                          | −0.6                       | 96.8                        | 3.0                                  | Banking            |
| 34            | 1334                         | Bank of India                          | Mumbai    | 6.8                          | −0.9                       | 94.3                        | 3.8                                  | Banking            |
| 35            | 1445                         | Union Bank of India                    | Mumbai    | 6.0                          | −0.8                       | 75.7                        | 1.5                                  | Banking            |
| 36            | 1503                         | Bajaj Auto                             | Pune      | 4.3                          | 0.7                        | 3.7                         | 12.8                                 | Automotive         |
| 37            | 1543                         | Tech Mahindra                          | Pune      | 5.0                          | 0.6                        | 4.7                         | 11.3                                 | Infotech           |
| 38            | 1551                         | General Insurance Corporation of India | Mumbai    | 6.8                          | 0.5                        | 17.8                        | 6.6                                  | Insurance          |
| 39            | 1606                         | Sun Pharmaceutical                     | Mumbai    | 4.2                          | 0.5                        | 9.8                         | 16.0                                 | Pharmaceuticals    |
| 40            | 1615                         | Rajesh Exports                         | Bangalore | 27.1                         | 0.2                        | 3.9                         | 2.8                                  | Gems and jewellery |
| 41            | 1687                         | Steel Authority of India               | New Delhi | 8.9                          | −0.0                       | 19.1                        | 3.4                                  | Iron and steel     |
| 42            | 1706                         | Adani Ports &amp; SEZ Limited          | Ahmedabad | 1.6                          | 0.5                        | 7.0                         | 11.6                                 | Shipping           |
| 43            | 1732                         | IDBI Bank                              | Mumbai    | 4.6                          | −1.3                       | 53.9                        | 4.8                                  | Banking            |
| 44            | 1768                         | Central Bank of India                  | Mumbai    | 4.2                          | −0.8                       | 50.3                        | 1.6                                  | Banking            |
| 45            | 1778                         | Indiabulls Housing Finance             | New Delhi | 2.5                          | 0.6                        | 18.4                        | 4.9                                  | Financials         |
| 46            | 1790                         | Vodafone Idea Limited                  | Mumbai    | 4.6                          | −1.6                       | 32.8                        | 7.1                                  | Telecommunication  |
| 47            | 1812                         | Yes Bank                               | Mumbai    | 4.0                          | 0.7                        | −                           | 8.5                                  | Banking            |
| 48            | 1832                         | Asian Paints                           | Mumbai    | 2.7                          | 0.3                        | 2.1                         | 20.3                                 | Chemicals          |
| 49            | 1886                         | Indian Bank                            | Chennai   | 3.0                          | 0.2                        | 38.8                        | 1.8                                  | Banking            |
| 50            | 1942                         | Hero MotoCorp                          | New Delhi | 4.9                          | 0.6                        | 2.9                         | 7.9                                  | Automotive         |
| 51            | 1957                         | Indian Overseas Bank                   | Chennai   | 3.2                          | −0.8                       | 33.9                        | 1.4                                  | Banking            |

## ListaFortunede 2019
As 50 maiores empresas em receita em 2019, de acordo com a Fortune Indian 500.
| Classificação | Nome                                   | Setor              | Receita (em ₹ Crore) | Crescimento da receita | Lucro (em ₹ Crore) | Sede       | Estatal |
| ------------- | -------------------------------------- | ------------------ | -------------------- | ---------------------- | ------------------ | ---------- | ------- |
| 1             | Indian Oil Corporation                 | Oil and gas        | 424,321              | 13.2%                  | 22,189             | New Delhi  | S       |
| 2             | Reliance Industries Limited            | Oil and gas        | 410,295              | 28.2%                  | 36,075             | Mumbai     |         |
| 3             | Oil and Natural Gas Corporation        | Oil and gas        | 333,143              | 11.0%                  | 22,106             | New Delhi  | S       |
| 4             | State Bank of India                    | Banking            | 306,528              | 2.6%                   | −4,556             | Mumbai     | S       |
| 5             | Tata Motors                            | Automotive         | 301,175              | 7.9%                   | 8,989              | Mumbai     |         |
| 6             | Bharat Petroleum                       | Oil and gas        | 238,638              | 13.7%                  | 9,009              | Mumbai     | S       |
| 7             | Hindustan Petroleum                    | Oil and gas        | 221,693              | 13.4%                  | 7,218              | Mumbai     | S       |
| 8             | Rajesh Exports                         | Gems and jewellery | 187,748              | 22.5%                  | 1,266              | Bangalore  |         |
| 9             | Tata Steel                             | Iron and steel     | 147,192              | 25.3%                  | 13,434             | Kolkata    |         |
| 10            | Coal India                             | Metals and mining  | 132,897              | 5.3%                   | 7,020              | Kolkata    | S       |
| 11            | Tata Consultancy Services              | Infotech           | 126,745              | 3.6%                   | 25,826             | Mumbai     |         |
| 12            | Larsen & Toubro                        | Capital goods      | 122,743              | 10.6%                  | 7,370              | Mumbai     |         |
| 13            | Hindalco Industries                    | Metals and mining  | 120,428              | 15.5%                  | 6,083              | Mumbai     |         |
| 14            | ICICI Bank                             | Banking            | 118,969              | 4.9%                   | 7,712              | Mumbai     |         |
| 15            | Vedanta Resources                      | Metals and mining  | 102,192              | 30.8%                  | 10,342             | London, UK |         |
| 16            | HDFC Bank                              | Banking            | 101,344              | 17.6%                  | 18,510             | Mumbai     |         |
| 17            | Mahindra & Mahindra                    | Automotive         | 96,377               | 12.2%                  | 7,510              | Mumbai     |         |
| 18            | NTPC Limited                           | Utilities          | 90,144               | 7.7%                   | 10,544             | New Delhi  | S       |
| 19            | Bharti Airtel                          | Telecommunication  | 86,704               | 13.0%                  | 1,099              | New Delhi  |         |
| 20            | Maruti Suzuki India                    | Automotive         | 81,978               | 15.6%                  | 7,880              | New Delhi  |         |
| 21            | Infosys                                | Infotech           | 73,762               | 3.1%                   | 16,029             | Bangalore  |         |
| 22            | Nayara Energy                          | Oil and gas        | 73,015               | 10.7%                  | 576                | Mumbai     |         |
| 23            | HDFC                                   | Financials         | 72,596               | 18.9%                  | 16,255             | Mumbai     |         |
| 24            | JSW Steel Ltd                          | Iron and steel     | 70,148               | 22.6%                  | 6,214              | Mumbai     |         |
| 25            | Axis Bank                              | Banking            | 58,477               | 1.5%                   | 456                | Mumbai     | S       |
| 26            | Steel Authority of India               | Iron and steel     | 57,626               | 28.8%                  | −281               | New Delhi  | S       |
| 27            | Punjab National Bank                   | Banking            | 57,608               | 0.7%                   | −12,130            | New Delhi  | S       |
| 28            | Grasim Industries                      | Diversified        | 57,273               | 54.9%                  | 2,679              | Mumbai     |         |
| 29            | Wipro                                  | Infotech           | 56,986               | 1.6%                   | 8,003              | Bangalore  |         |
| 30            | Motherson Sumi Systems                 | Automotive         | 56,839               | 32.7%                  | 1,597              | Noida      |         |
| 31            | GAIL                                   | Oil and gas        | 55,503               | 11.6%                  | 4,799              | New Delhi  | S       |
| 32            | Bank of Baroda                         | Banking            | 54,048               | 3.1%                   | −1,887             | Vadodara   | S       |
| 33            | HCL Technologies                       | Infotech           | 51,695               | 6.3%                   | 8,721              | Noida      |         |
| 34            | MRPL                                   | Oil and gas        | 50,209               | 8.9%                   | 1,993              | Mangalore  | S       |
| 35            | Canara Bank                            | Banking            | 48,743               | 1.2%                   | −3,951             | Bangalore  | S       |
| 36            | ITC Limited                            | Consumer goods     | 44,674               | 1.6%                   | 11,271             | Kolkata    |         |
| 37            | Bank of India                          | Banking            | 44,158               | 4.8%                   | −5,961             | Mumbai     | S       |
| 38            | General Insurance Corporation of India | Insurance          | 43,555               | 38.9%                  | 3,146              | Mumbai     | S       |
| 39            | Kotak Mahindra Bank                    | Banking            | 38,813               | 14.2%                  | 6,201              | Mumbai     |         |
| 40            | Union Bank of India                    | Banking            | 38,413               | 0.4%                   | −5,212             | Mumbai     | S       |
| 41            | Hindustan Unilever                     | Consumer goods     | 36,088               | 7.1%                   | 5,214              | Mumbai     |         |
| 42            | Vodafone India                         | Telecommunication  | 34,855               | 18.9%                  | 7,766              | Mumbai     |         |
| 43            | Tata Power                             | Utilities          | 33,213               | 12.8%                  | 2,477              | Mumbai     |         |
| 44            | Chennai Petroleum Corporation          | Oil and gas        | 33,187               | 20.0%                  | 927                | Chennai    | S       |
| 45            | Hero MotoCorp                          | Automotive         | 33,141               | 12.9%                  | 3,720              | New Delhi  |         |
| 46            | Tech Mahindra                          | Infotech           | 32,190               | 7.6%                   | 3,800              | Pune       |         |
| 47            | UltraTech Cement                       | Cement             | 32,106               | 23.7%                  | 2,222              | Mumbai     |         |
| 48            | Petronet LNG                           | Oil and gas        | 30,949               | 23.9%                  | 2,110              | New Delhi  | S       |
| 49            | Power Grid Corporation of India        | Utilities          | 30,908               | 16.1%                  | 8,198              | Gurgaon    | S       |
| 50            | Bajaj Finserv                          | Financials         | 30,599               | 24.9%                  | 2,741              | Pune       |         |